# Monomorium sakalavum
Monomorium sakalavum är en myrart som beskrevs av Santschi 1928. Monomorium sakalavum ingår i släktet Monomorium och familjen myror. Inga underarter finns listade i Catalogue of Life.

## Bildgalleri

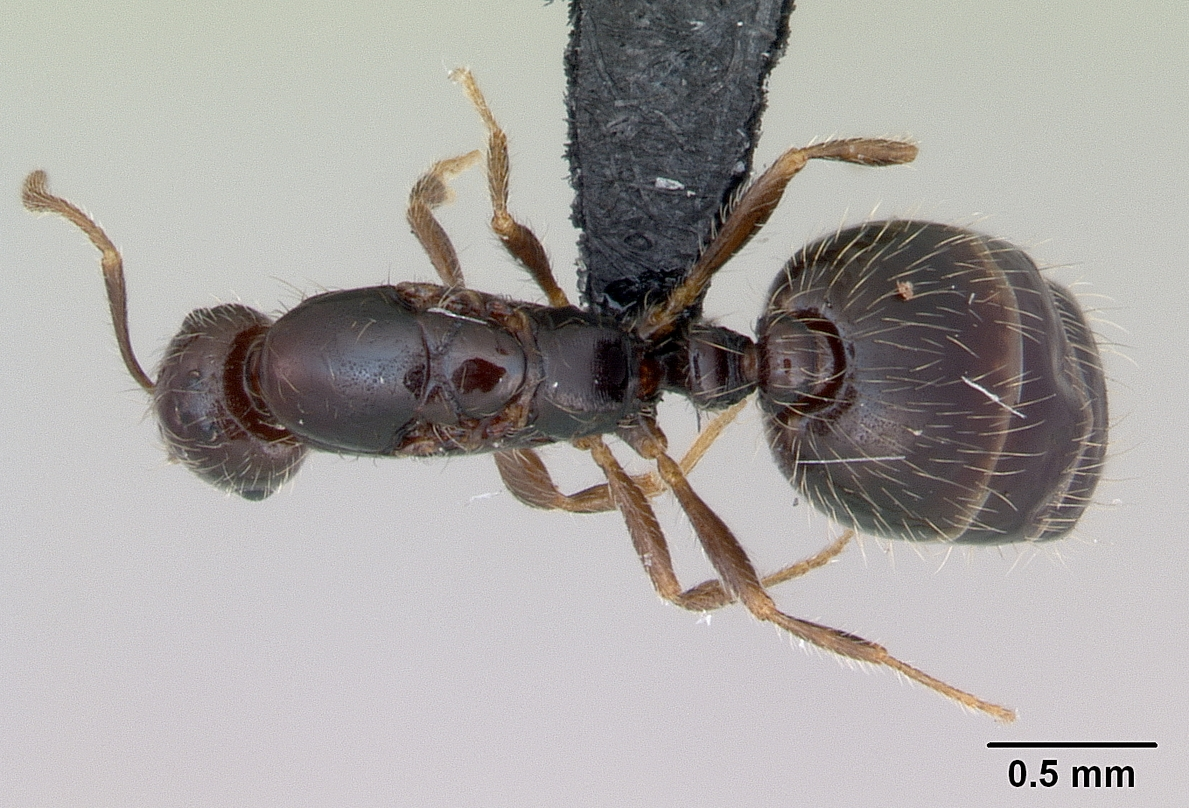
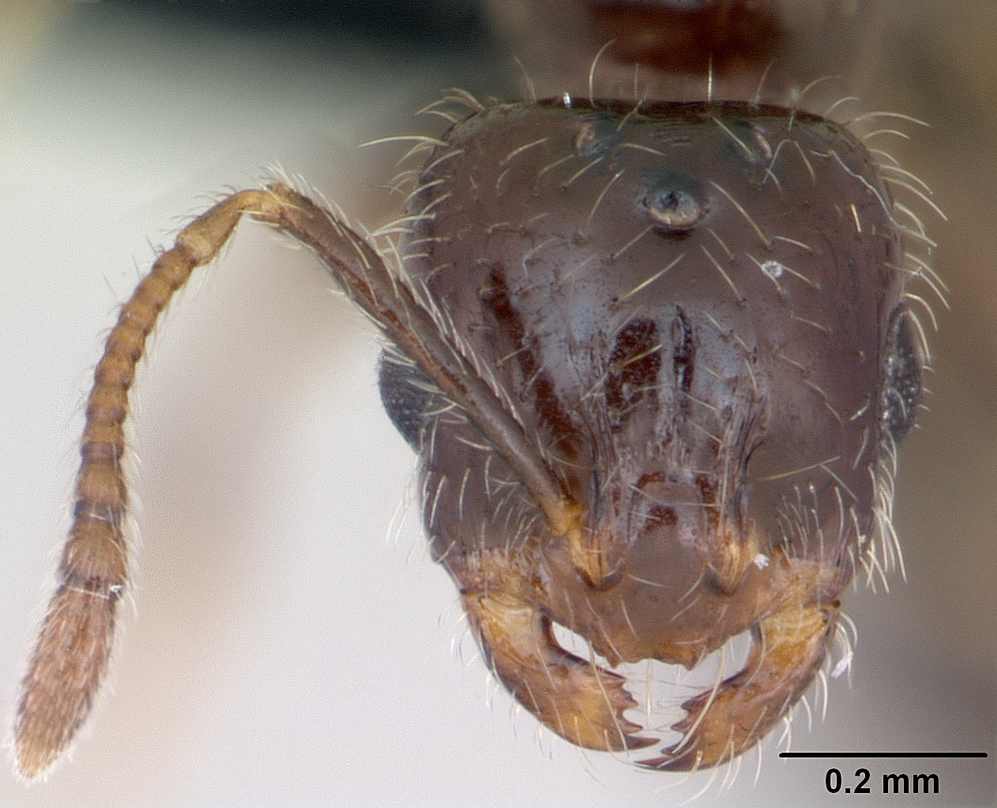
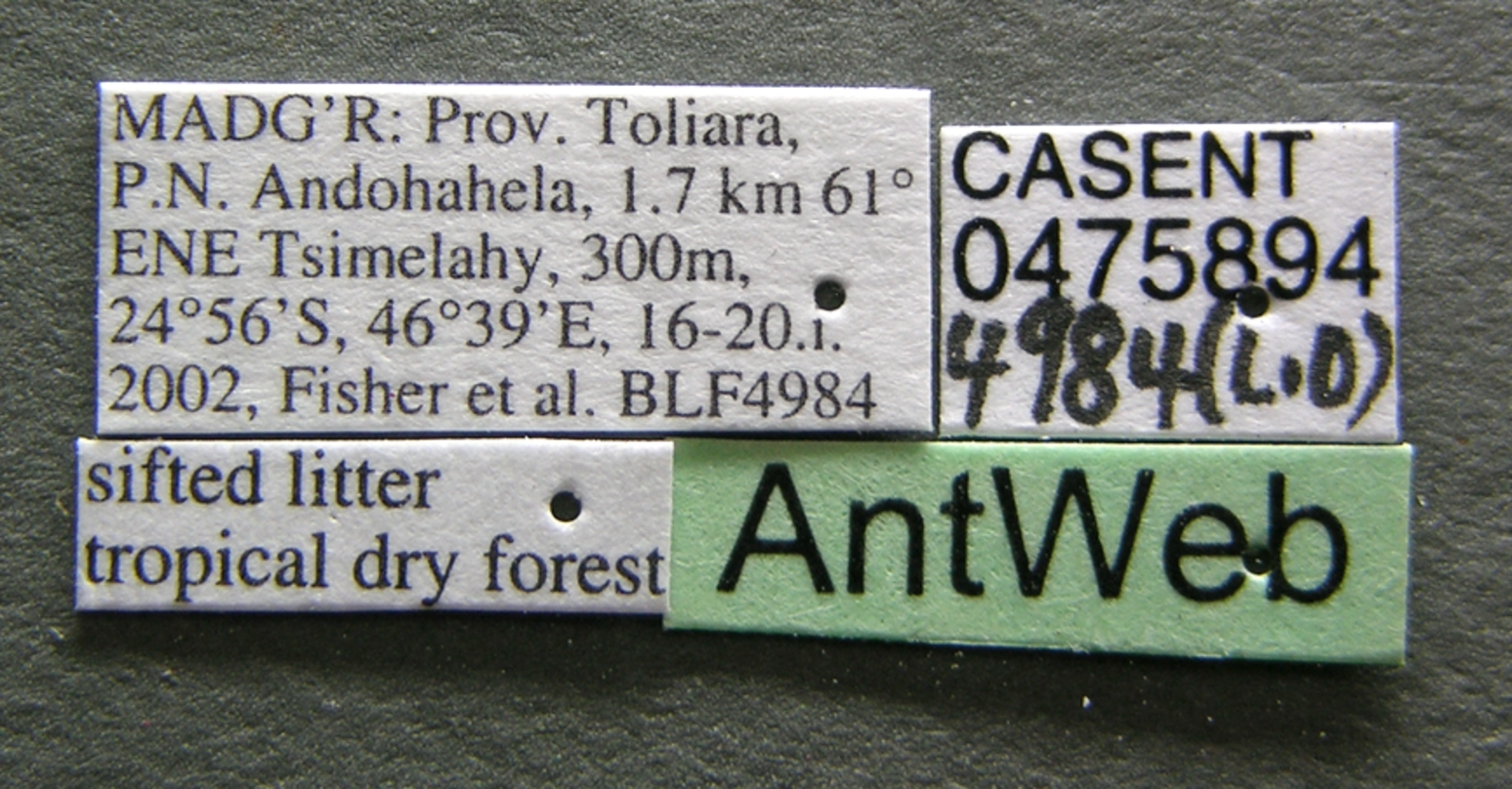
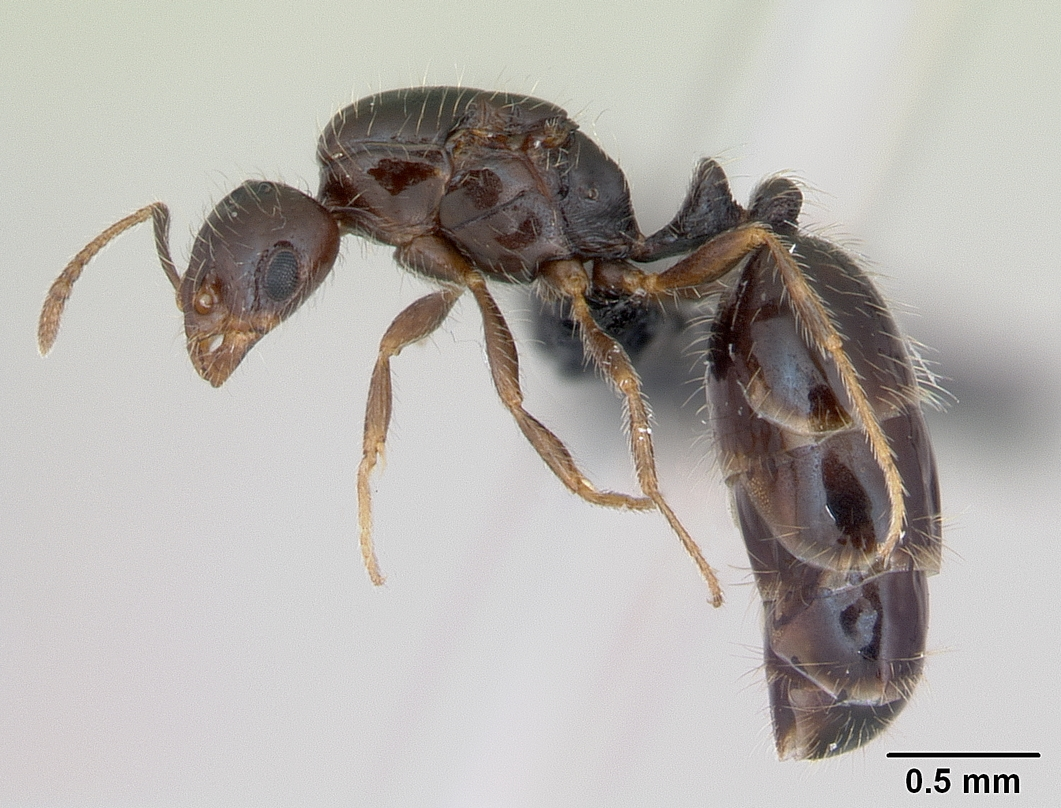
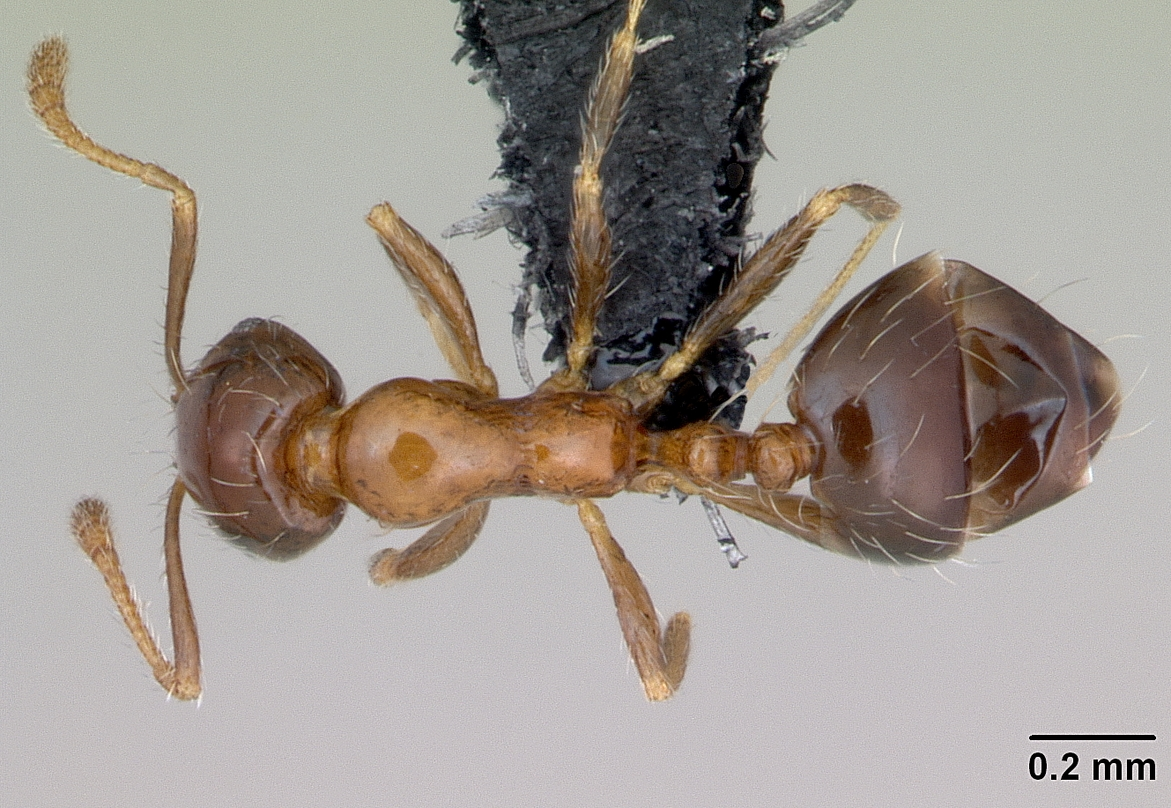
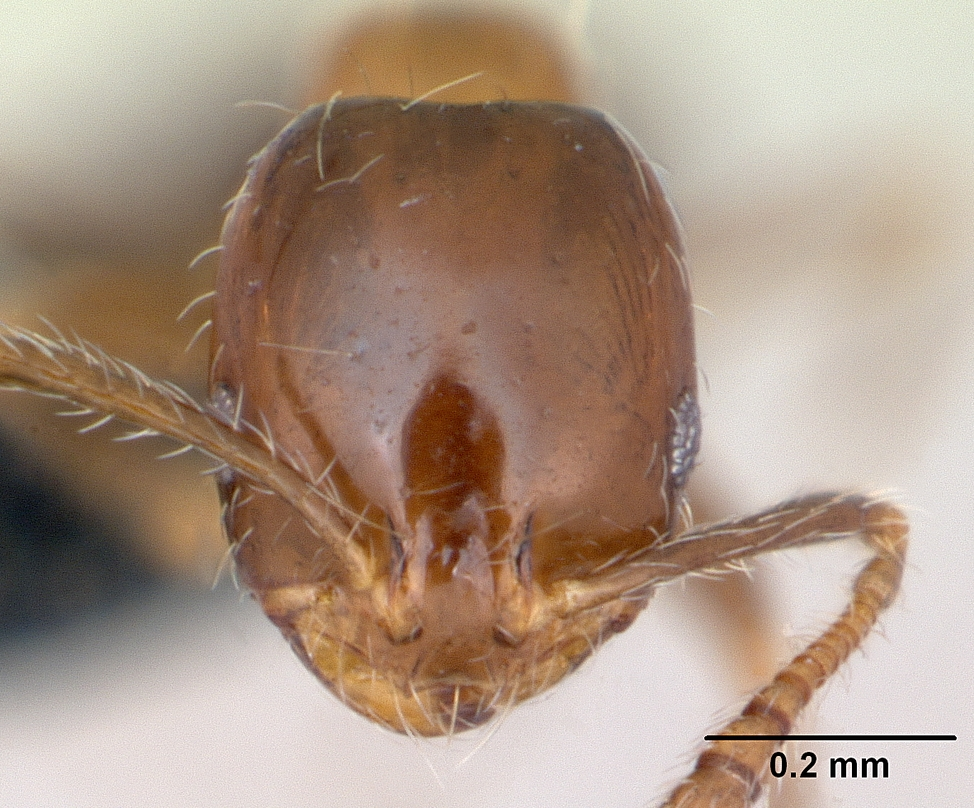